# Bouscarle des Tanimbar
Horornis carolinae
Espèce
Statut de conservation UICN

 NT  : Quasi menacé
La Bouscarle des Tanimbar (Horornis carolinae) est une espèce de passereaux de la famille des Cettiidae.

## Répartition
Il peuple l'île de Yamdena (la plus grande des îles Tanimbar).
Son habitat naturel est les forêts de plaine subtropicales ou tropicales humides.
Elle est menacée par la perturbation écologique.

## Source de la traduction
- (en) Cet article est partiellement ou en totalité issu de l’article de Wikipédia en anglais intitulé « Tanimbar bush warbler » (voir la liste des auteurs).